# السجن (رداع)

تعديل مصدري - تعديل

حارة السجن هي إحدى حارات مدينة رداع أحد مدن محافظة البيضاء، بلغ تعداد سكانها 277 نسمة حسب تعداد اليمن لعام 2004.